# 新桥溪
新桥溪，位于中华人民共和国福建省西南部的一条河流，是九龙江左岸支流，上游称桃源溪，发源于大田县西部太华镇高星村东北，蜿蜒向西南流经桃源镇、漳平市新桥镇、西园镇卓宅村、遂林村等地，于西园镇进庄村西南汇入九龙江。河长101千米，流域面积1028平方千米，河道平均比降4.2‰，年均径流量8.37亿立方米。